# Marco Wilson
Marco Wilson (Fort Lauderdale, 3 marzo 1999) è un giocatore di football americano statunitense che milita nel ruolo di cornerback per i New England Patriots della National Football League (NFL).

## Carriera

### Arizona Cardinals
Wilson al college giocò a football a Florida. Fu scelto nel corso del quarto giro (136º assoluto) nel Draft NFL 2021 dai Arizona Cardinals. Debuttò partendo come titolare nella gara della settimana 1 contro i Tennessee Titans facendo registrare 3 tackle. La sua stagione da rookie si chiuse con 44 placcaggi, 4 passaggi deviati e 2 fumble forzati in 14 presenze, 13 delle quali come cornerback titolare sul lato opposto a Byron Murphy.
Nel settimo turno della stagione 2022 Wilson fu premiato come difensore della NFC della settimana grazie a 3 tackle, 2 passaggi deviati e un intercetto nella vittoria sui New Orleans Saints

### New England Patriots
Il 27 dicembre 2023 Wilson firmò con i New England Patriots.

## Palmarès
- Difensore della NFC della settimana: 1

7ª del 2022

## Famiglia
È il fratello di Quincy Wilson dei New York Giants.